# NK Zagorje
Nogometni Klub Zagorje, znan tudi kot NK Zagorje ali preprosto Zagorje, je slovenski nogometni klub iz Zagorja ob Savi. Igra v četrtem rangu slovenskega nogometa
. Klub je bil ustanovljen 18. junija 1923.

## Zgodovina
V začetku dvajsetih let so nastala prva nogometna društva v Zasavju. Pobudniki in ustanovitelji so bili komunisti v vrstah Zveze rudarjev. Najstarejši zasavski klub je bil leta 1921 ustanovljen dijaški Športni klub Trbovlje v katerem so igrali tudi "zagorjani" (Pikl, Globokar, ter brata Lebeničnik). V Zagorju pa so malo za tem ustanovili društvo Vesna. Igranje nogometa v tem društvu je kmalu prerastlo v ustanovitev prvega pravega nogometnega kluba v Zagorju. Klubu so nadeli ime Jupiter. Nogometni klub Jupiter je bil uradno ustanovljen 18. junija 1923, saj je pokrajinska uprava za Slovenijo tega dne potrdila njihova klubska pravila in jih vpisala v društveni register. Prvo igrišče so imeli na Čebinovem travniku, kjer so igrali brezplačno. Njihovo drugo igrišče je bilo na mestu rudniškega skladišča lesa ob Mediji. Klub je deloval le eno leto, saj so ga zaradi političnih zadev (ugotovljeno je bilo, da so propagirali komunizem) 25. julija 1924 razpustili.
Nogomet se je v Zagorju vseeno igral v okviru Športnega kluba Prosveta vendar nikoli pa ni bil član Ljubljanske podzveze. Datum ustanovitve kluba Prosveta ni znan. Vsekakor pa je bilo ustanovljeno nekje okrog leta 1924/25. Prvo igrišče je bilo v Krhliču, leta 1931 pa se je preselilo na mesto, kjer danes stoji komunalno podjetje.
Leta 1929 so dobili prve prave drese, katere je sešil Lojze Bašelj. Barve kluba so bile modro-bele. Leta 1930 so se preimenovali in ustanovili Športni klub Zagorje. Prvo tekmo so odigrali 2. novembra 1930 s hrastniškim Rudarjem.
26. februarja 1931 pa zagorjani ponovno dočakajo sprejem v nogometno organizacijo. V letu 1931 so odigrali 37 tekem. Na začetku leta 1932 so ostali brez igrišča saj je premogokopna družba prostor začela uporabljati za skladišče premoga. Novi prostor za igranje dobijo konec leta 1932 na prostoru današnje "Deloze".
V letu 1937/38 pa klub ponovno propade. Ponovno pa začne delovati v času nemške okupacije. Takoj po koncu druge svetovne vojne so zagorski športniki ustanovili Fizkulturno društvo Zagorje, leto kasneje pa zaradi smoternejšega delovanja Športno društvo Proletarec.
Od takrat naprej je klub še večkrat spremenil svoje ime, a trenutno ime ostaja nespremenjeno že dolga leta. Prav tako pa so se čez zgodovino spremenile barve dresov in v dandanašnjih časih nogometaši Zagorja igrajo v značilnih rdeče-belih dresih.

## Rivalstvo
Klub ima "večno" rivalstvo z Rudarjem iz Trbovelj. Vsako njuno soočenje se pojmuje kot "Večni zasavski derbi".

## Navijači
Navijači NK Zagorja se imenujejo "Crazy Boys Zagorje". Skupina je bila ustanovljena v sezoni 1990/91, ko je NK Proletarec (Zagorje) nastopal v slovenski drugi ligi. Skupina se je delila na "Gardo Zagorje" in "Knape", ker je bilo v skupini tudi dosti fantov, ki so delali v rudniku Zagorje, druga skupina pa je že prej hodila na tekme v Ljubljano, ko je Olimpija nastopala v drugi jugoslovanski ligi.
Tisto leto se je klubu uspelo uvrstiti v prvo slovensko ligo. V tej sezoni 1991/92 so sledila gostovanja v Ljubljano, Celje, Rogaško Slatino, Trbovlje. Po koncu te sezone je prišlo do spora z upravo kluba, tako da se kar nekaj let ni navijalo, prišla je nova generacija, nekaj jih je ostalo in začelo se je navijati na košarki in nogometu. Ker so si v Velenju nadeli ime Velenjski knapi (1996), se je nekdo spomnil, da so imeli že prej napravljen transparent Crazy Boys, ki je bil posledica gostovanj – kamorkoli so prišli, so se zgodili incidenti. Zato so se odločili, da bo od tistega trenutka dalje le še eno ime: Crazy Boys Zagorje.

## Povezave
- http://nkzagorje.si/, pridobljeno 27. 12. 2015
- http://nkzagorje.si/page25.html Arhivirano 2015-12-06 na Wayback Machine.
- Himna NK Zagorja
- http://www.mnzgkranj.si/index.cfm?Akc=tekmovanja&liga=400, pridobljeno 27. 12. 2015
- https://www.facebook.com/Crazy-Boys-Zagorje-485299434816139/?fref=ts, pridobljeno 27. 12. 2015
- http://www.fotoultras.si/tag/crazy-boys-zagorje, pridobljeno 27. 12. 2015